# 단비교육
단비교육 주식회사(영어: Danbi Education Co., Ltd.)는 2016년에 설립된 대한민국의 교육 기술 기업이다. 최근에는 인도네시아를 시작으로 글로벌 시장에서도 성과를 내고 있다. 유아부터 초·중등 학습자를 대상으로 연령별 맞춤형 가정용 스마트 학습 서비스 윙크와 도서 대여 큐레이션 윙크북스, 학원용 통합 플랫폼 캐츠, 초·중등 영어 학습 서비스 CATS English, 교과 AI 맞춤학습 캐츠홈 등을 운영한다. 

## 역사
- 2016년: 법인 설립.[3]
- 2018년: 가정용 유아 스마트 학습 서비스 윙크 출시.
- 2021년: 도서 큐레이션 서비스 윙크북스 출시.[4]
- 2023년: 학원 전용 통합 플랫폼 캐츠 출시.[5]
- 2024년: 교과 AI 맞춤학습 캐츠홈 관련 기능 출시(모바일 OMR 등).[6]
- 2024~2025년: 초·중등 영어 캐츠 잉글리시 공개 및 업데이트.[7]
- 2024년 하반기~2025년: 인도네시아 시장에 윙크 현지화 서비스 시작.[8][9]

## 주요 서비스
윙크(Wink)
3~9세 학습자를 대상으로 하는 가정용 스마트 학습 서비스. 한글/국어·수학·영어(스토리·파닉스) 등 콘텐츠와 월간 학습지, 학부모용 관리 앱을 제공한다. 전용 학습 단말기를 제공하며, 배경지식 영상 카테고리 개편(약 6천 편 이상 제공) 등 업데이트가 보도되었다.
윙크북스(Wink Books)
연령·수준에 따라 추천 도서를 월 단위로 대여·반납하는 큐레이션형 독서 서비스.
캐츠(CATS)
학원용 교수·학습·운영 통합 플랫폼으로 문제은행·기출자료·교재 제작, 과제·자동채점·학부모 리포트, 수납·출결 관리 기능 등을 제공한다.
캐츠 잉글리시(CATS English)
초·중등 영어 전문 학습 서비스로, 말하기·읽기·쓰기·듣기 영역 훈련 도구와 라이브 코칭, 레벨 체계 등을 제공한다.상시적으로 대화할 수 있는 AI 영어대화 시스템과 1:6 소규모로 진행되는 ‘라이브 클래스'등이 특징이다.
캐츠홈(CATS Home)
국어·수학·사회·과학 등 학교 교과 기반의 AI 개인 맞춤 학습 서비스. 단원 약점 보완 및 시험 대비 기능을 제공한다.

## 기술 및 특허
학습 전용 단말기 관련 대한민국 특허(등록 제10-1923418호)를 가지고 있다.

## 해외 사업
2024년 인도네시아에서 윙크 현지화 서비스가 개시되었다.

## 수상
- 2025년: 대한민국 소비자선호도 1위 – 교육(초중등 영어전문학습) 부문, 캐츠 잉글리시.[17]
- 2024년: 대한민국 소비자선호도 1위 – 교육(유·초등학습) 부문, 윙크.[18]
- 2022년: 소비자선정 최고의 브랜드 대상 – 유·초등 학습지 부문, 윙크학습지.[19]
- 2021년: 고객신뢰도 1위 프리미엄 브랜드 대상 – 유·초등 학습지 부문, 윙크학습지.[20]
- 2019년: 한국브랜드선호도 1위 – 교육(유아동학습지) 부문, 윙크. [21]